# Babos Tamás
Babos Tamás (Budapest, 1968. január 10. –) Balázs Béla-díjas magyar operatőr, filmrendező.

## Életpályája
1988-1992 között a Színház- és Filmművészeti Főiskola hallgatója volt, Márk Iván osztályában. Reklámfilmek, televíziós műsorok és mozifilmek több nemzetközi és magyar díjat nyert operatőre. Filmrendezőként is kipróbálta már magát. Osztályvezető tanárként tanított a Színház- és Filmművészeti Egyetemen.

## Munkássága[6]

### Televízió
- Bányató (2007)
- Kire ütött ez a gyerek (2007)
- Bulvár (2011)
- Hőskeresők (2013)
- Hacktion (2011–2013)
- Csak színház és más semmi (2016–2019)

### Dokumentumfilm
- Panaszkodj, sötét eső! (1993)
- Magyar tarka (1996)
- Száz év fotográfia (2001)
- Digitális valóság a filmben (2009)
- Keresztlécen (2011)
- Négy nap: Kádár János árulása (2017)
- A filmzenekirály (2018)

### Film
- Észak, észak (1999)
- Passzport (2001)
- Magyar szépség (2003)
- József és testvérei – Jelenetek a parasztbibliából (2004)
- Miraq (2006)
- Nyugalom (2008)
- Kaméleon (2008)
- Veszettek (2015)
- Együtt kezdtük (2022)
- A NEMZET ARANYAI (2023)
- Hogyan tudnék élni nélküled (2024)

### Rendezőként
- A fehér nyíl (2010)
- City of Terror (2015)
- Budapest ostroma (2015)
- Négy nap: Kádár János árulása (2017)

## Díjai és elismerései
- Balázs Béla-díj (2019)
- Nívó-díj (1999)
- Az Európai Film Akadémia (EFA) nominálása legjobb operatőr díjra (2001)